# 浜本武雄
浜本 武雄（はまもと たけお、1925年3月3日 - 2003年6月10日）は、日本のアメリカ文学者、翻訳家。
明治大学名誉教授。

## 略歴
神戸市生まれ。東京大学英文科卒業。明治大学教授を1996年定年。米国黒人文学を主として研究、翻訳した。

## 翻訳
- 『笑いなきにあらず』（ラングストン・ヒューズ、早川書房、黒人文学全集） 1961
- 『黒人作家短篇集』（橋本福夫共編訳、早川書房、黒人文学全集） 1961
- 『恐怖への明るい道』（リチャード・マーティン・スターン、早川書房） 1961
- 『検札官』（ウィリアム・サムソン、福田陸太郎共訳、英宝社） 1961
- 『ニグロ・エッセイ集』（橋本福夫共編訳、早川書房、黒人文学全集） 1962
- 『死が議席にやってきた』（フランシス・ホブスン、早川書房） 1964
- 『偉大なる行進』（ジュリアン・メイフィールド、早川書房） 1965
- 『マルコムX自伝』（マルコムX、河出書房） 1968、のち中公文庫、2002年。
- 『あいつら』（ウィリアム・メルヴィン・ケリー、集英社） 1971、のち集英社文庫、1977年。
- 『叫び声』（ジェイムズ・マクファースン、槙ひろこ共訳、河出書房新社） 1971
- 『岸辺の踊子たち』（ウィリアム・メルヴィン・ケリー、集英社） 1973、のち改題『ぼくのために泣け』（集英社文庫）
- 『黒人の美学』（アディソン・ゲイル・Jr.編、木島始共監訳、ぺりかん社） 1973
- 『レンブラントの帽子』（バーナード・マラマッド、小島信夫・井上謙治共訳、集英社） 1975年。
  - 『レンブラントの帽子』夏葉社、2010年。※全8編のうち3篇を収録。ISBN 978-4-904816-00-4
- 『ワインズバーグ・オハイオ』（シャーウッド・アンダソン、小島信夫共訳、講談社、世界文学全集） 1979。のち講談社文芸文庫、1997年。
- 『大地（第1部）』（パール・バック、学習研究社、世界文学全集） 1979
- 『ノアの箱船に乗ったのは?』（ローズマリー・ハリス、冨山房） 1987